# Aureilhan (Landes)
Aureilhan è un comune francese di 966 abitanti situato nel dipartimento delle Landes nella regione della Nuova Aquitania.

## Società

### Evoluzione demografica
Abitanti censiti